# 罗冰生
罗冰生（1940年8月—2022年11月12日），重庆壁山人，中华人民共和国政治人物。

## 生平
1958年至1963年，在贵州工学院冶金系炼钢专业学习。1963年至1966年，为石景山钢铁公司炼钢厂实习生，炼钢厂团委干事、负责人。1965年12月，加入中国共产党。1966年至1975年，任北京日报社记者。1975年至1976年，任首都钢铁公司炼钢厂宣传科干事、副科长。1976年至1977年任首都钢铁公司炼钢厂炼钢车间党总支部副书记。1977年至1980年，任首都钢铁公司经理办公室调研组负责人、经理办公室生产秘书组组长。1980年至1988年，任首都钢铁公司计划处科长、处长助理、副处长。1988年至1990年，任首都钢铁公司北京钢铁公司计划处处长，首都钢铁公司经营部部长。1990年至1991年，任首都钢铁公司副总经理。1991年至1992年，任首都钢铁公司党委常委、代总经理。1992年至1998年，任首钢总公司党委常委、总经理。1998年至2000年6月，任首钢总公司党委副书记、副董事长、总经理。2000年6月至2002年12月，任首钢总公司党委书记、董事长。此外担任中共第十四届中央候补委员。